# Black (personnamn)
Black med betydelsen svart,  är ett engelskt efternamn. Det kan ingå som adjektiv i artistnamn och i engelska översättningar av indianska namn. 

## Personer med Black i namnet utan efternamn
- Black (musiker) – artistnamn för Colin Vearncombe (1962–2016), brittisk sångare och låtskrivare
- Black Ace (1907–1972), amerikansk bluesmusiker
- Black Coal (1830–1893), apachehövding
- Black Elk (1863–1950), medicinman av Oglalasiouxstammen
- Black Francis (född 1965), amerikansk sångare, låtskrivare och gitarrist
- Black Kent (född 1985), fransk rappare
- Black M (född 1984), fransk rappare
- Black Sam (1689–1717), brittisk sjörövare, verkligt namn Samuel Bellamy
- Black Shadow (1921–2007), mexikansk fribrottare
- Black Warrior Jr. (1997–2022), mexikansk fribrottare

## Personer med Black som efternamn
- Adam Black (1784–1874), brittisk förläggare
- Annica Black-Schaffer (född 1978), svensk fysiker
- Bill Black (1926–1965), amerikansk basist
- Bob Black (född 1951), amerikansk anarkist, advokat och författare
- Cara Black (född 1979), zimbabwisk tennisspelare
- Cilla Black (1943–2015), brittisk sångerska och programledare
- Claudia Black (född 1972), australisk skådespelare
- Code Black (DJ) (född 1987), australisk diskjockey och producent
- Don Black (född 1953), amerikansk vit nationalist
- Dustin Lance Black (född 1974), amerikansk författare, regissör, film- och TV-producent
- Edmund Black (1905–1996), amerikansk släggkastare
- Ernest Black (död 1931), brittisk tennisspelare
- Eugene Robert Black (1873–1934), amerikansk jurist och statstjänsteman
- Frank S. Black (1853–1913), amerikansk politiker, republikan, guvernör i New York
- Green Vardiman Black (1836–1915), amerikansk läkare och tandläkare
- Harold Stephen Black (1898–1983), amerikansk elektronikingenjör och uppfinnare
- Holly Black (född 1971), amerikansk författare
- Hugo Black (1886–1971), amerikansk politiker och domare i USA:s högsta domstol, demokrat, senator för Alabama
- Ian Black (född 1985), skotsk fotbollsspelare
- Jack Black (född 1969), amerikansk skådespelare och rockmusiker
- James Black (1924–2010), skotsk farmakolog, nobelpristagare
- James D. Black (1849–1938), amerikansk politiker, demokrat, guvernör för Kentucky
- James M. Black (1856–1938)), amerikansk sångskapare
- Jeremiah S. Black (1810–1883), amerikansk jurist och politiker, justitieminister, president för högsta domstolen
- Jimmy Carl Black (1938–2008), amerikansk sångare och trumslagare
- John Black (politiker) (1800–1854), amerikansk politiker, whig, senator för Mississippi
- John H. Black (född 1949), amerikansk radioastronom
- Joseph Black (1728–1799), skotsk kemist
- Judith Black (född 1945), professionell berättare
- Karen Black (1939–2013), amerikansk skådespelare
- Kodak Black (född 1997), amerikansk rappare
- Larry Black (1951–2006), amerikansk kortdistanslöpare
- Leon Black  (född 1951), amerikansk företagsledare, riskkapitalist och konstsamlare
- Lewis Black (född 1948), amerikansk komiker och skådespelare
- Lucas Black (född 1982), amerikansk skådespelare
- Marilyn Black (född 1944), australisk löpare
- Meghan Black  (född 1978), kanadensisk skådespelare
- Michael Ian Black (född 1971), amerikansk skådespelare, manusförfattare och regissör
- Pippa Black (född 1982), australisk sångerska
- Rebecca Black (född 1997), amerikansk sångerska och youtubare
- Roger Black (född 1966), brittisk löpare
- Roy Black   (1943–1991), tysk schlagersångare och skådespelare
- Roy Black (advokat) (född 1945), amerikansk försvarsadvokat
- Samuel W. Black (1816–1862), amerikansk militär och politiker, demokrat, guvernör för Nebraskaterritoriet
- Wayne Black (född 1973), tennisspelare från Zimbabwe
- William Black (1841–1898), brittisk journalist och författare